# Aeroportul Internațional Kempegowda
Aeroportul Internațional Kempegowda (în kannada ಬೆಂಗಳೂರು ಅಂತಾರಾಷ್ಟ್ರೀಯ ವಿಮಾನ ನಿಲ್ದಾಣ; în engleză Bengaluru International Airport) (IATA: BLR, ICAO: VOBL) este un aeroport din Devanahalli⁠(d), Bengaluru Rural district⁠(d), Bangalore division⁠(d), Karnataka, India ce deservește zona Bengaluru. Aeroportul a fost tranzitat în decembrie 2022 de 3.135.070 de pasageri. A fost deschis în 24 mai 2008 și numit după zona deservită.
Situat la o altitudine de 915 m, aeroportul dispune de 2 piste și ocupă o suprafață de 16.187.426 m².

## Infrastructură

### Piste
Aeroportul dispune de 2 piste. Pista 09L/27R are suprafața de asfalt și dimensiunile 4.000 m × 45 m. Pista 09R/27L are suprafața de asfalt și dimensiunile 4.000 m × 45 m. 